# Lidia Kulikovski
Lidia Kulikovski, moldavska knjižničarka in bibliografinja, * 8. marec 1951, Nicoreni, Moldavska SSR, Sovjetska zveza.
Kot vodja Občinske knjižnice Hasdeu je razširila omrežje knjižnice na devet novih podružnic v Kišinjevu, s pretežno romunsko literaturo.

## Zgodnja leta
Lidia Kulikovski je bila rojena v vasi Nicoreni, v okraju Drochia v Moldavski SSR. Leta 1973 je diplomirala iz filologije na oddelku za bibliotekarstvo na Državni univerzi Moldavije. Med njenimi profesorji sta bila tudi Ion Osadcenco in Anatol Ciobanu. Leta 2003 je zagovarjala doktorat iz pedagogije z disertacijo "Razvoj knjižničnih storitev za prikrajšane ljudi v kontekstu demokratizacije družbe".

## Kariera
Po diplomi je Lidia Kulikovski vodila podružnico občinske knjižnice v Kišinjevu. Med letoma 1978 in 1982 je bila vodja centralnega knjižničnega sistema v Cahulu. Zatem se je vrnila v občinsko knjižnico, kjer je do leta 1989 vodila ekipo za prevzeme. Leta 1989 ali 1990 je Lidia Kulikovski postala direktorica Občinske knjižnice Hasdeu, kar je ostala do leta 2013.
Je avtorica številnih raziskovalnih projektov na področju bibliografije. Na državni ravni je usklajevala evropske projekte, kot sta PULMAN in Calimera. Med letoma 2000 in 2004 je vodila Združenje knjižničarjev Republike Moldavije. Leta 2002 je ustanovila knjižničarsko revijo BiblioPolis. Od leta 1999 je nekaj časa delovala kot namestnica odgovornega urednika knjižničarske revije Magazin bibliologic.
Kot predstavnica Občinske knjižnice Kišinjev je obiskala številne znane svetovne knjižnice, kot so Kongresna knjižnica, Kitajska narodna knjižnica, Pompidou Center, Kraljeva danska knjižnica, pa tudi občinske knjižnice na Finskem, v Grčiji, Rusiji, Izraelu, Romuniji, Ukrajini, ...
Je tudi avtorica več kot 200 raziskovalnih člankov, bibliografij, intervjujev, knjižnih predgovorov in esejev. Vodila je izdajo 25 knjig o moldavskih pisateljih, umetnikih in znanstvenikih, ki jih je izdala občinska knjižnica.
Poleg svoje znanstvene dejavnosti je Lidia Kulikovski tudi profesorica na Državni univerzi Moldavije, na fakulteti za novinarstvo, kjer na oddelku za bibliotekarstvo predava o knjižničarstvu, knjižni sociologiji in upravljanju knjižnic. Ista predavanja je izvajala študentom knjižničarske šole, ki jo je vodilo Združenje knjižničarjev.

### Vodja Občinske knjižnice Hasdeu
Kot vodja Občinske knjžnice Hasdeu se je Lidia Kulikovski ukvarjala predvsem z deideologizacijo knjižnične zbirke knjig in dokumentov ter po razširitvi knjižničnega omrežja. Pri tej širitvi je poiskala romunsko pomoč pri odprtju devetih podružničnih knjižnic v Kišinjevu s pretežno romunsko literaturo, začela pa je tudi s projektom etnične raznolikosti, kar je vodilo do odprtja podružnic z rusko, ukrajinsko, poljsko, bolgarsko, judovsko in gagaško literaturo.

## Priznanja
Leta 1987 je prejela naslov "Častna kulturna delavka". Leta 1996 je prejela medaljo "Meritul Civic", leta 2010 pa Red "Gloria Muncii". Leta 2001 je prejela evropsko nagrado "Menedžer 21. stoletja". Na dan knjižničarjev aprila 2021 je prejela najvišje moldavsko odlikovanje Red Republike za "izjemen prispevek k razvoju knjižnic v Moldaviji".

## Zasebno življenje
Leta 1976 se je Lidia Kulikovski poročila z inženirjem Viktorjem Kulikovskim. Imata dve hčerki. Ena je filologinja in živi v Španiji, druga se ukvarja s tržništvom.